# 50 лет Победы (атомный ледокол)
«50 лет Побе́ды» — российский атомный ледокол  проекта 10521, являющемуся развитием проекта 10520 «Арктика». Построен на Балтийском заводе в Ленинграде (позже в Санкт-Петербурге). Был заложен 4 октября 1989 года под именем «Урал» и спущен на воду 29 декабря 1993 года. Дальнейшее строительство было приостановлено из-за отсутствия средств. В 2003 году строительство было возобновлено, и 1 февраля 2007 года ледокол вышел в Финский залив на ходовые испытания, которые продлились две недели. Флаг поднят 23 марта 2007 года, и 11 апреля ледокол пришёл в постоянный порт приписки Мурманск. 30 июля 2013 года ледокол достиг Северного полюса — это было сотое посещение полюса надводным судном.

## История судна

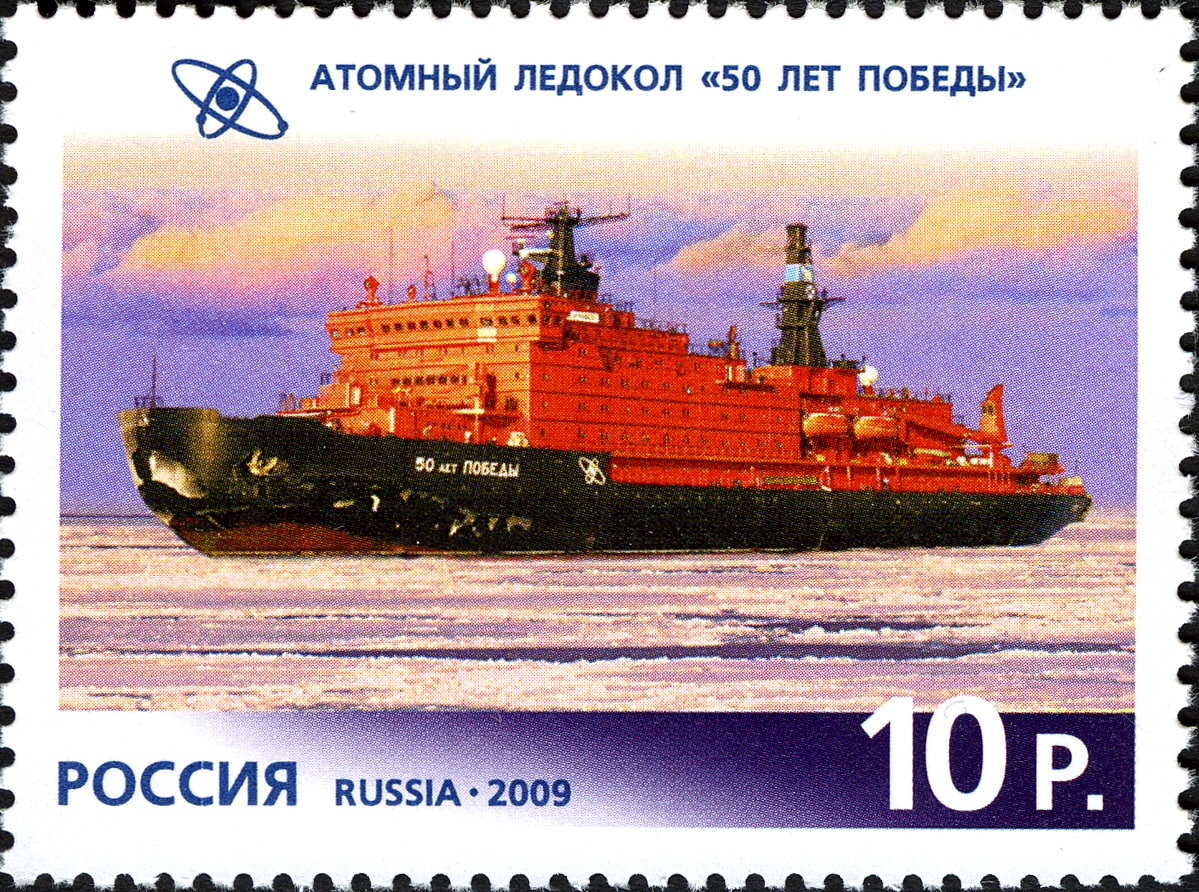
Ледокол «50 лет Победы» на марке России

Ледокол «50 лет Победы» представляет собой модернизированный проект второй серии атомных ледоколов этого типа. Расчётная максимальная толщина льда, которую должен преодолевать ледокол — 2,8 м.
«50 лет Победы» — это модифицированный проект 10520 «Арктика», имеющий множество отличий от своего предшественника. На судне применена ложкообразная форма носовой оконечности, впервые использованная при разработке в 1979 году канадского экспериментального ледокола «Кэнмар Кигорияк» и убедительно доказавшая свою эффективность при опытной эксплуатации.
Ледовый пояс, в отличие от остальных ледоколов проекта, выполнен из биметаллических листов: судовой стали в качестве основы и плакирующего слоя из нержавеющей стали. Плакирующий слой защищает основной от неизбежной коррозии в морской воде и сопутствующего ей возникновения шероховатости, позволяя сохранять гладкость поверхности, что заметно снижает трение корпуса об лёд и повышает лёдопроходимость судна, а также увеличивает скорость и снижает энергозатраты. До строительства ледокола проекта 10510 «Лидер» ледокол «50 лет Победы» являлся единственным, имеющим биметаллический ледовый пояс.
На ледоколе установлена цифровая система автоматического управления нового поколения. Модернизирован комплекс средств биологической защиты атомной энергетической установки, прошедший переосвидетельствование в соответствии с современными требованиями Ростехнадзора. На «50 лет Победы» создан экологический отсек, оснащённый новейшим оборудованием для сбора и утилизации всех продуктов жизнедеятельности судна.
При проводке по Севморпути танкеров с СПГ шириной 45 метров требуется поддержка второго ледокола.
В октябре 2013 года участвовал в эстафете Олимпийского огня. В ночь с 19 на 20 октября капитан ледокола Валентин Давыдянц зажёг свой факел от специальной лампады, которую везли по Баренцеву морю к Северному полюсу, в тот самый момент, когда завершил свой бег факелоносец в Ярославле. В доставке факела к Северному полюсу участвовали 11 факелоносцев, непосредственно Чашу огня «Сочи 2014» зажёг Артур Чилингаров. В ходе этой эстафеты было поставлено несколько рекордов: Олимпийский огонь впервые достиг Северного Полюса, ледокол впервые добрался до Северного полюса в условиях полярной ночи, достигнуто рекордное для ледокола время прохождения до Северного полюса из Мурманска — 91 час 12 минут.
Впервые в истории арктической навигации совершил сверхпоздний транзитный рейс. 21 декабря 2016 года в Чукотском море в районе Берингова пролива атомный ледокол Росатомфлота взял под проводку модулевоз «AUDAX», сухогруз «Арктика-1» и танкер «Штурман Овцын». Рейс продлился две недели и завершился 3 января 2017 года.
25 августа 2017 года завершил в Мурманске рекордный рейс до Северного полюса, в ходе которого вершина земли была достигнута по воде за трое суток.

## На борту
Помимо основной задачи по проводке караванов в арктических морях, ледокол также ориентирован на выполнение арктических круизов, как правило, к Северному Полюсу с посещением заповедного архипелага Земля Франца-Иосифа. В круизе на борту для туристов работает ресторан, спортивный зал, сауна, бассейн, библиотека и музыкальный салон. Работает система спутникового телевидения.

## Галерея

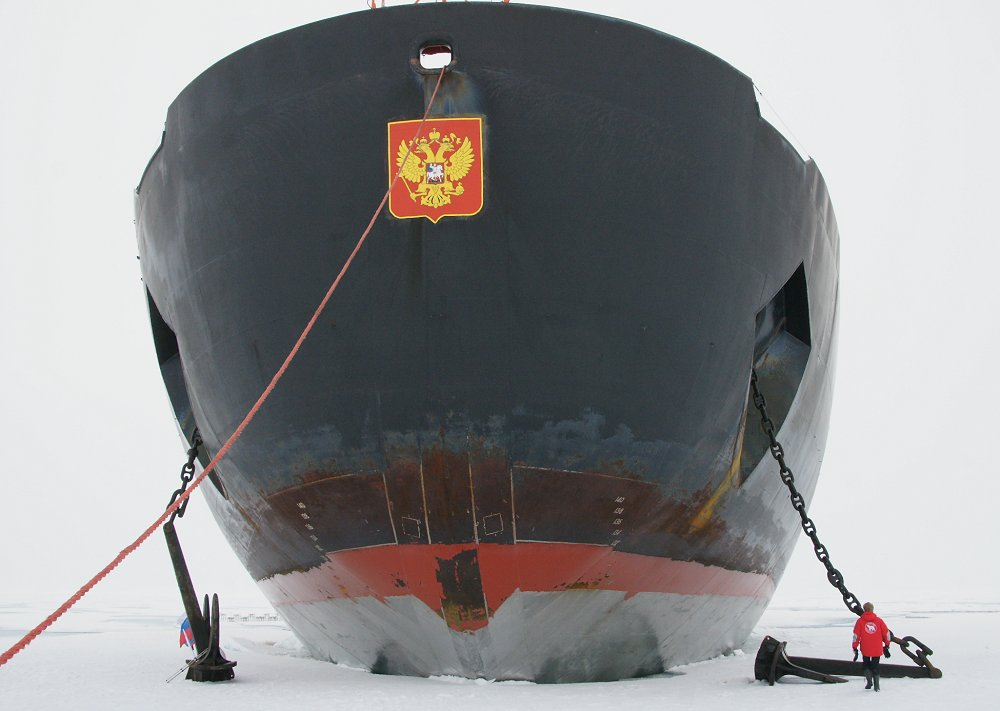
Носовая часть ложкообразной формы
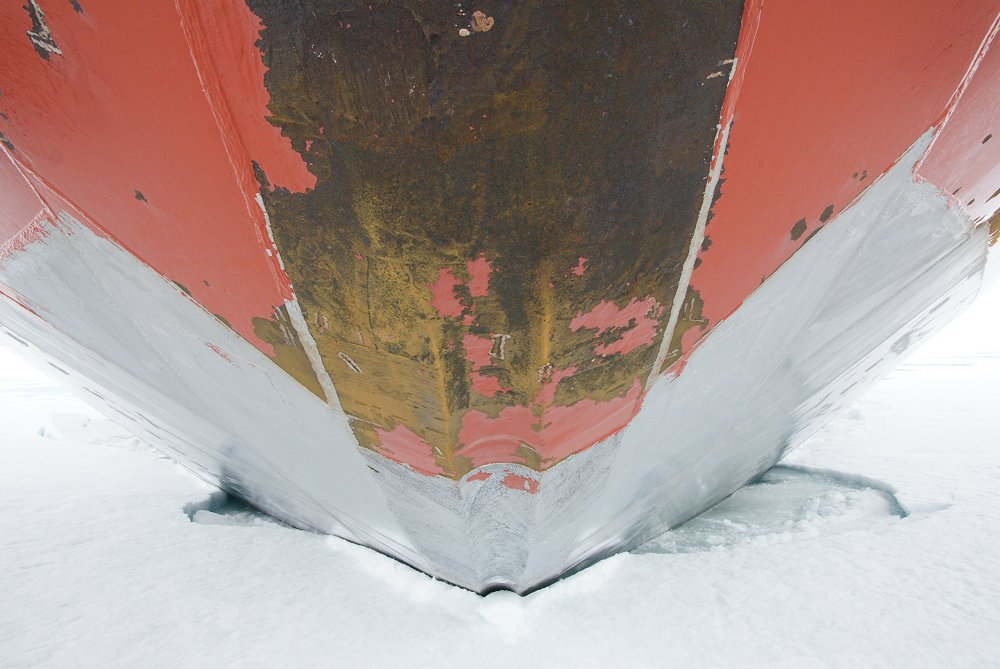
Ледовый пояс в районе форштевня. Видно покрытие из полированной нержавеющей стали
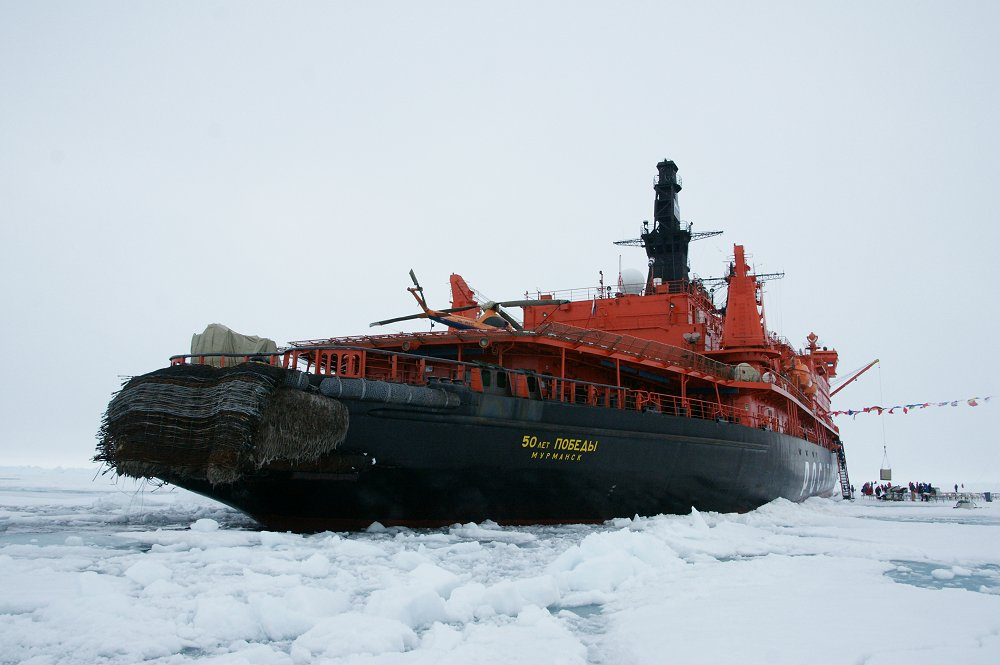
Вид с кормы
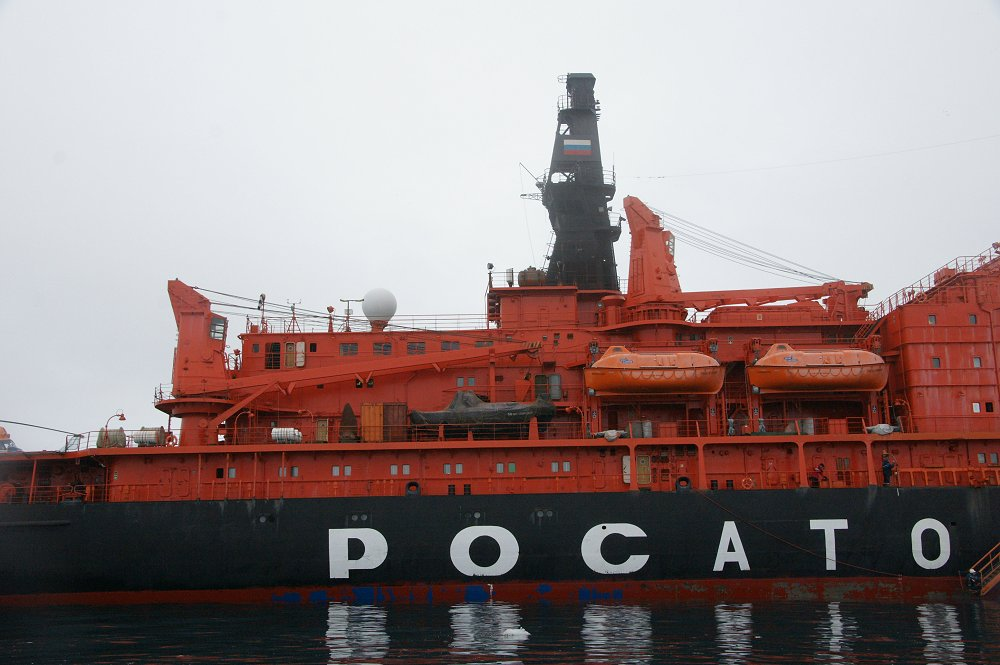
Средняя часть надстройки
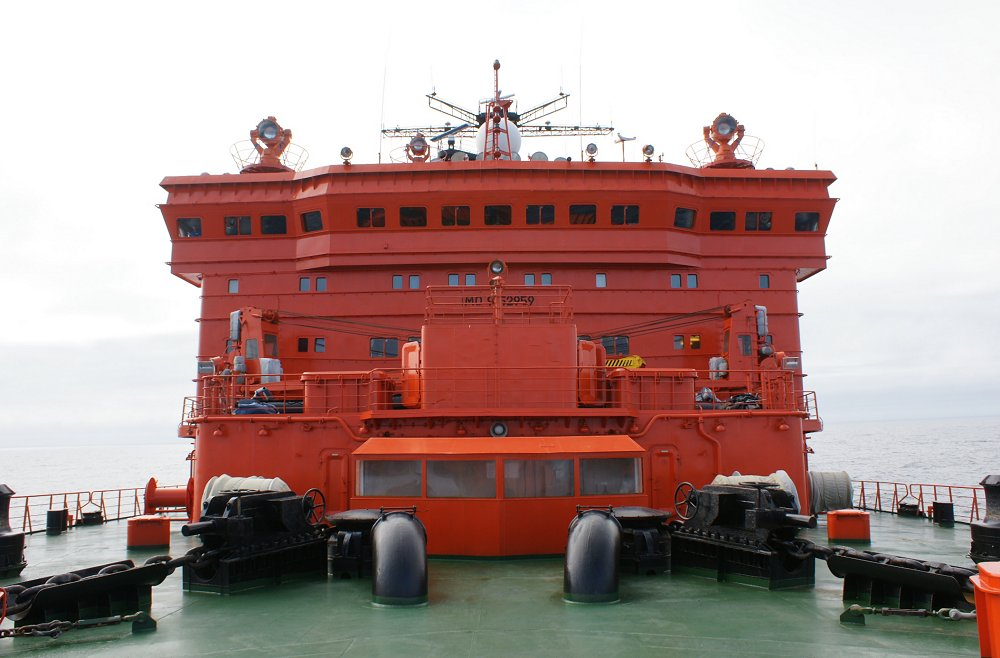
Надстройка, вид с бака
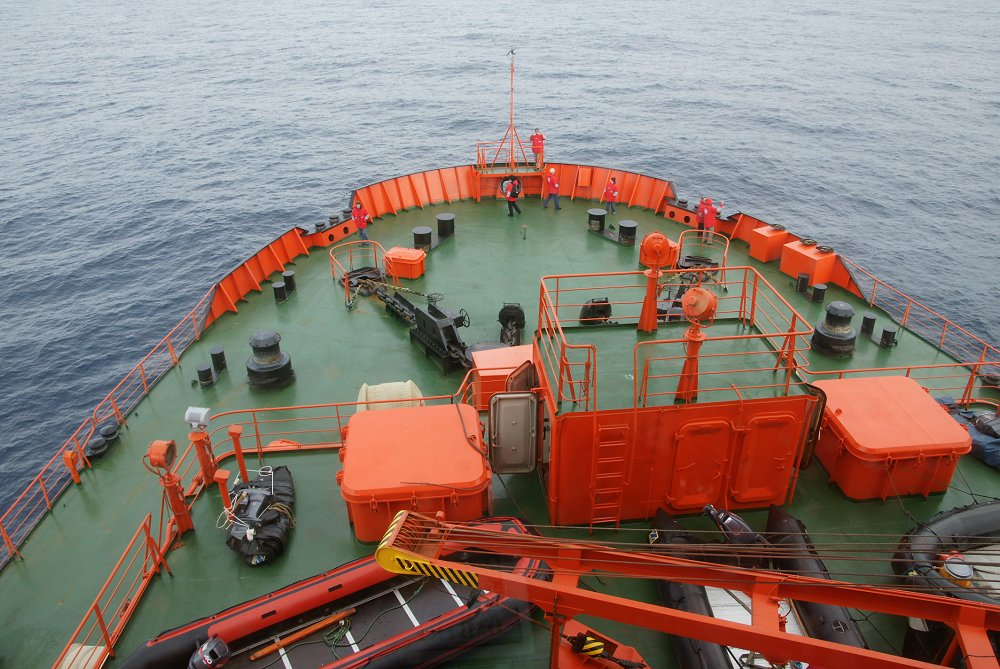
Вид на бак с капитанского мостика. Надувные лодки предназначены для обслуживания круизных пассажиров
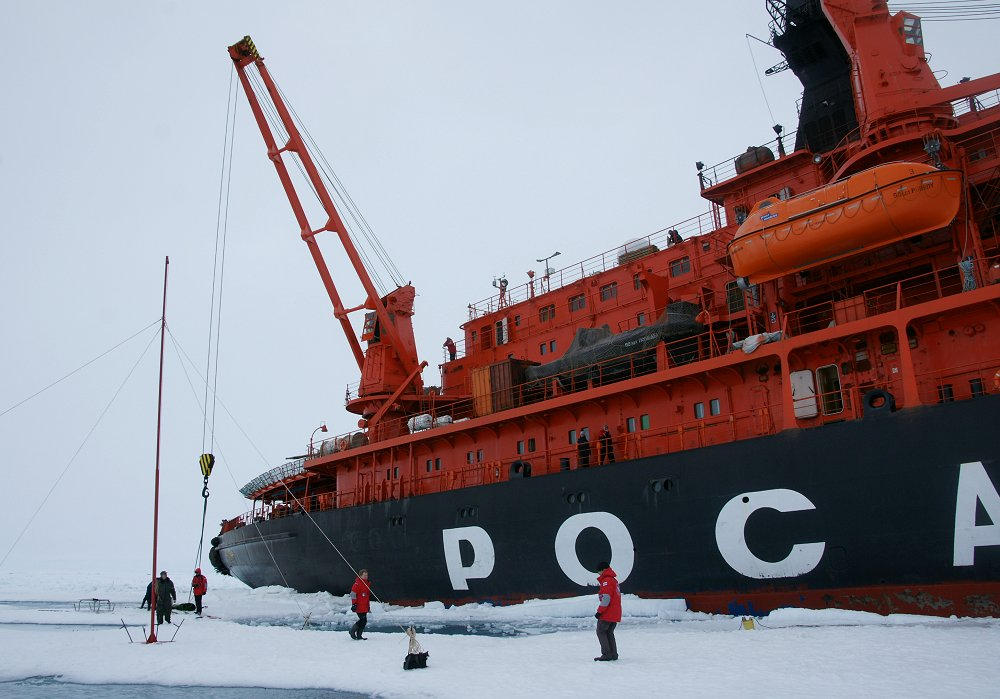
Кормовой кран правого борта в работе
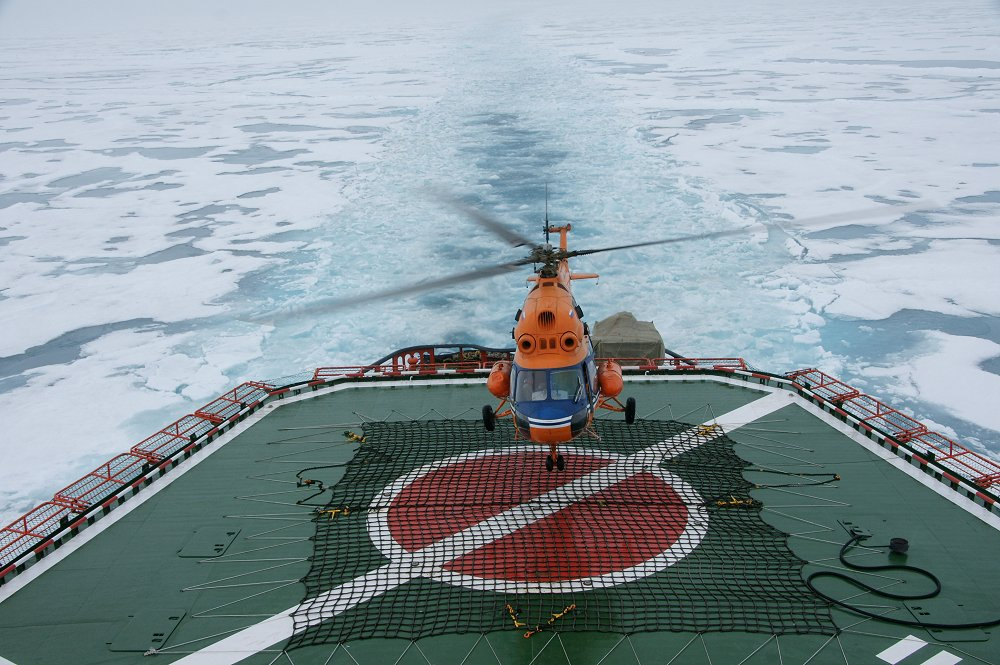
Вертолёт Ми-2 взлетает с кормы на ходу ледокола
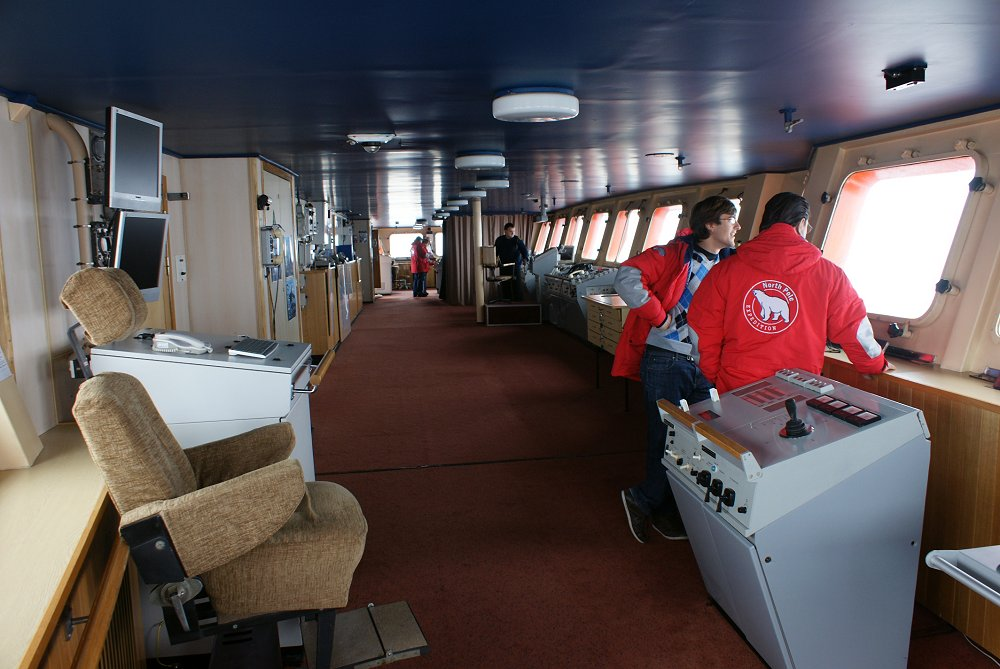
На капитанском мостике по правому борту
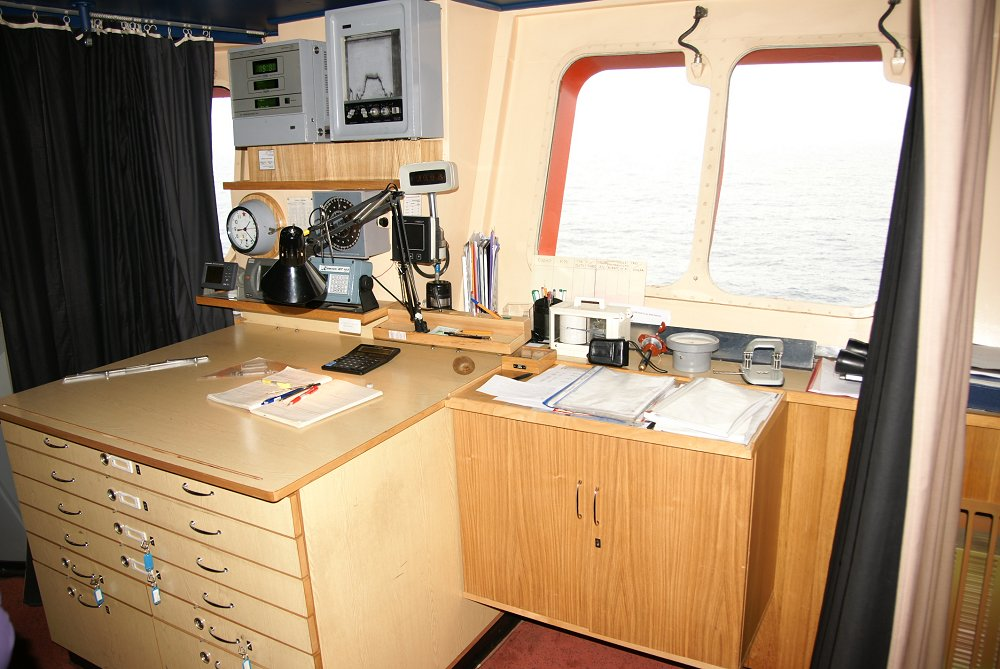
Рабочее место штурмана на капитанском мостике
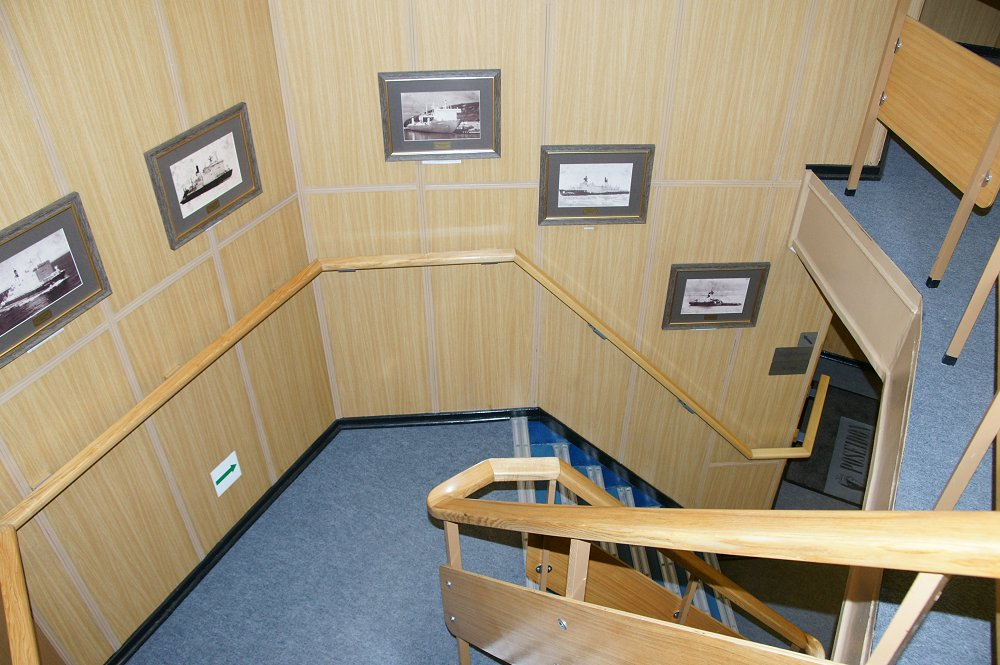
Носовой трап. Видны фотографии советских и российских полярных судов
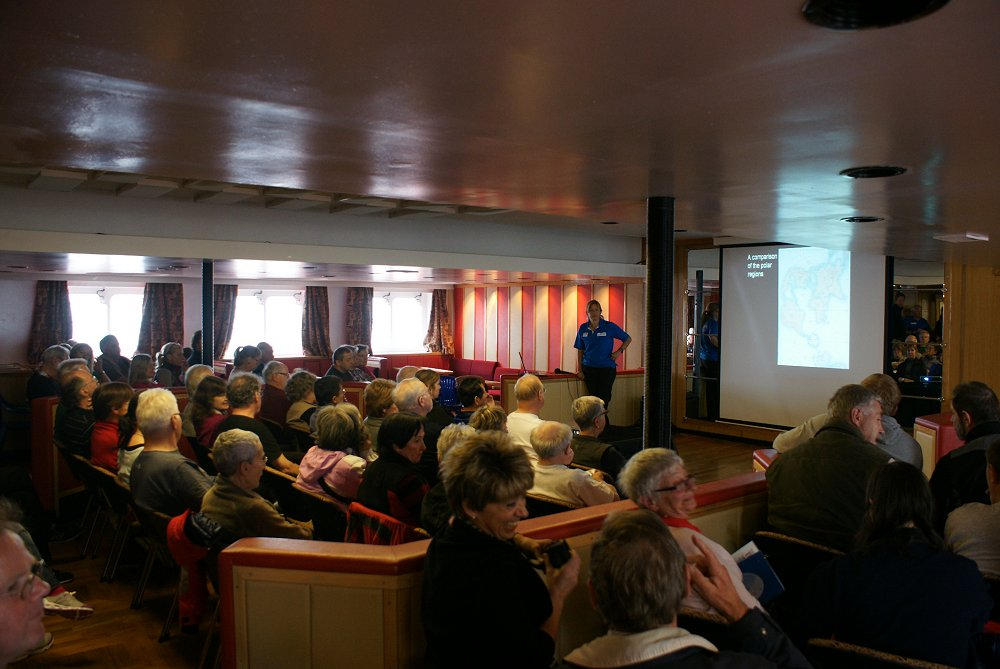
Кормовой музыкальный салон
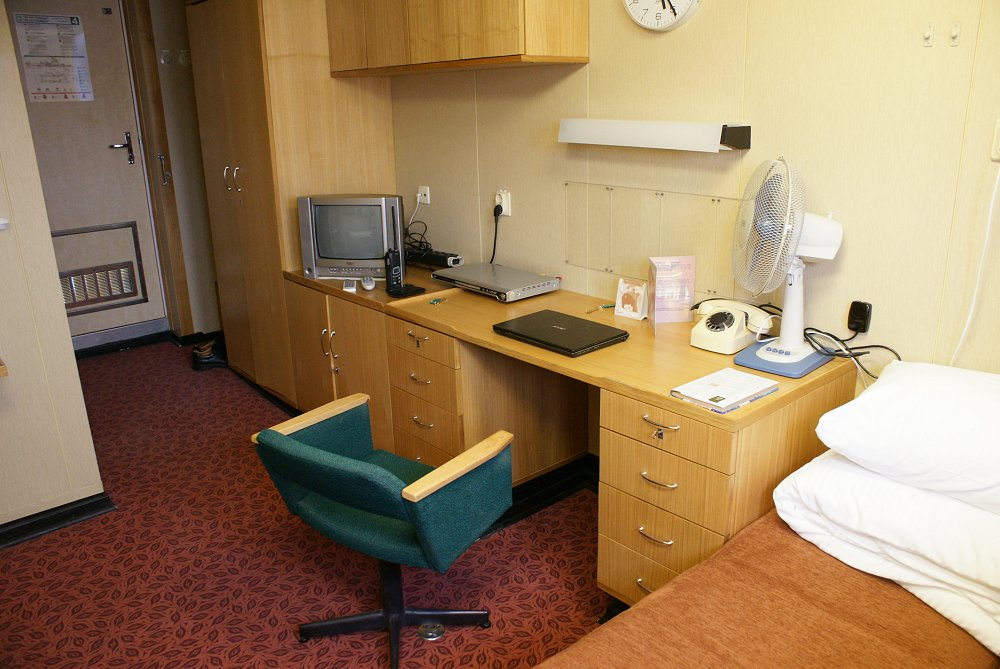
Одна из кают комсостава
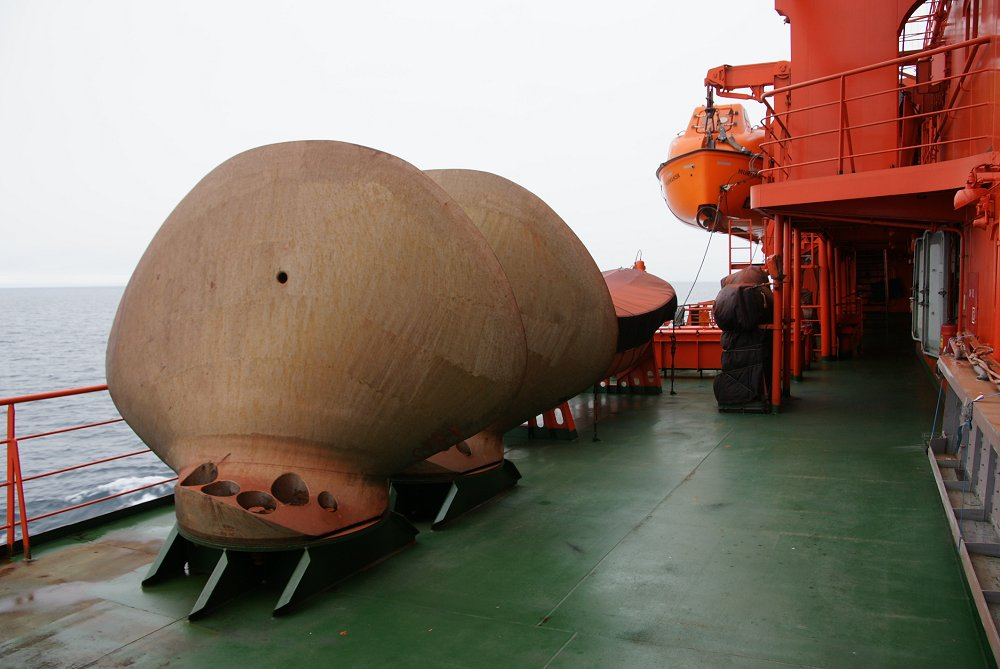
Запасные лопасти гребных винтов
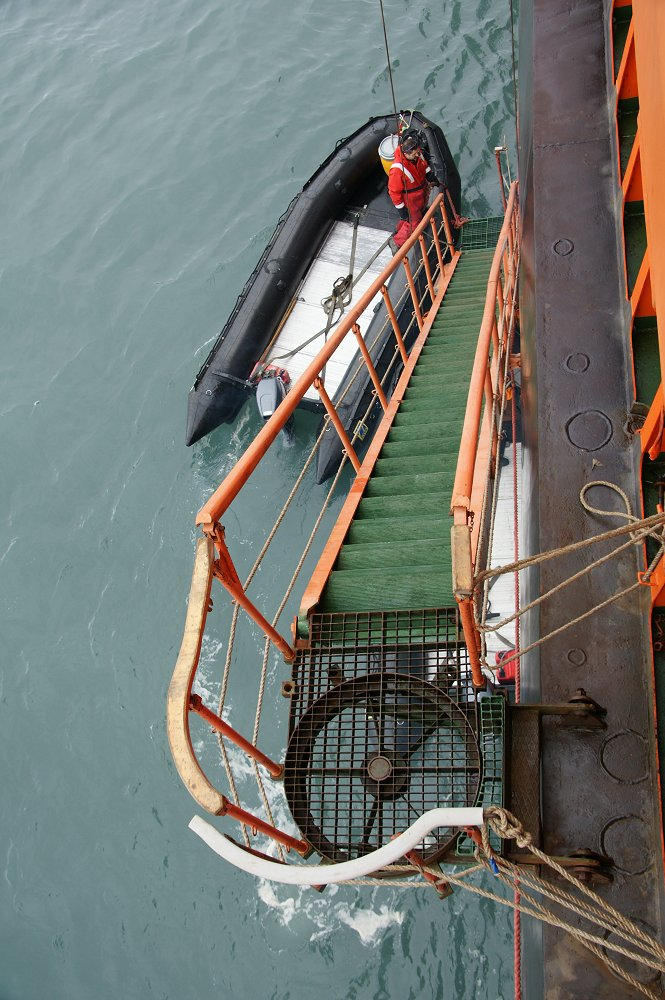
Парадный трап
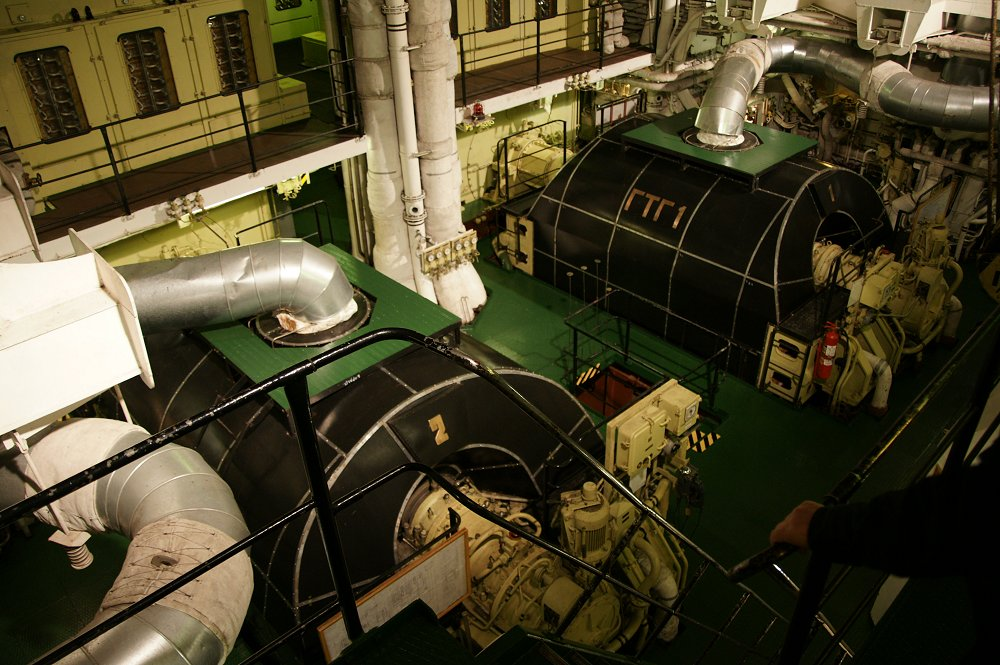
Турбоагрегаты, соединённые с электрогенераторами
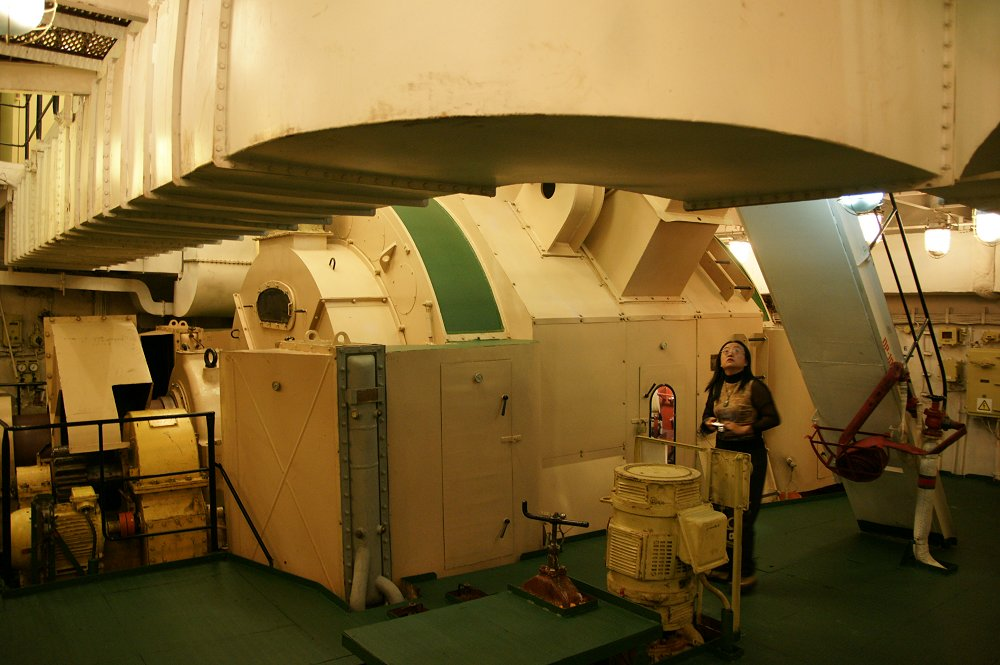
Один из трёх ходовых электродвигателей
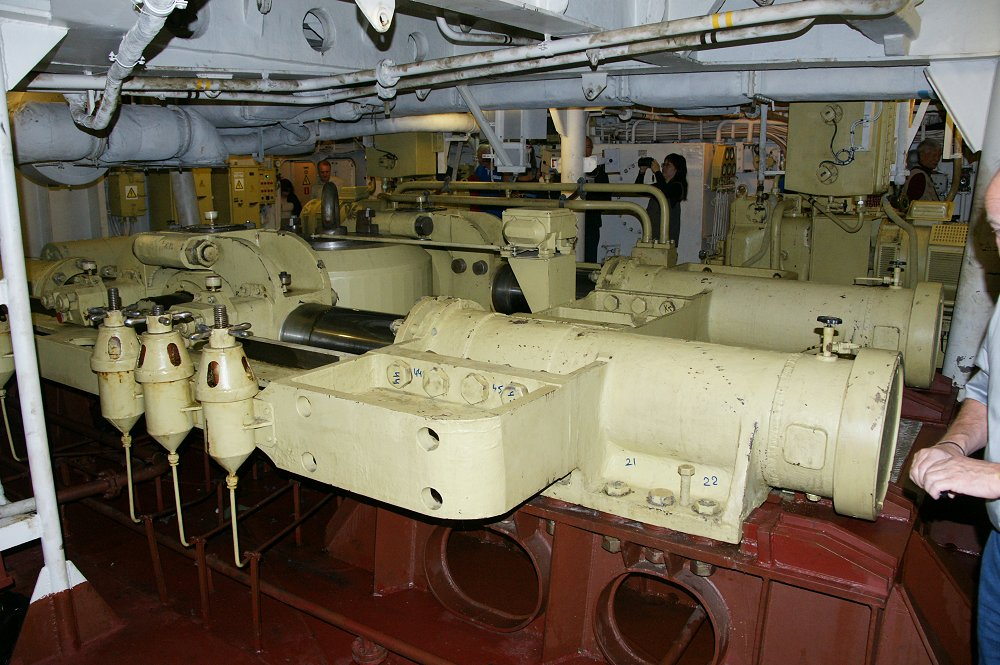
Рулевая машина
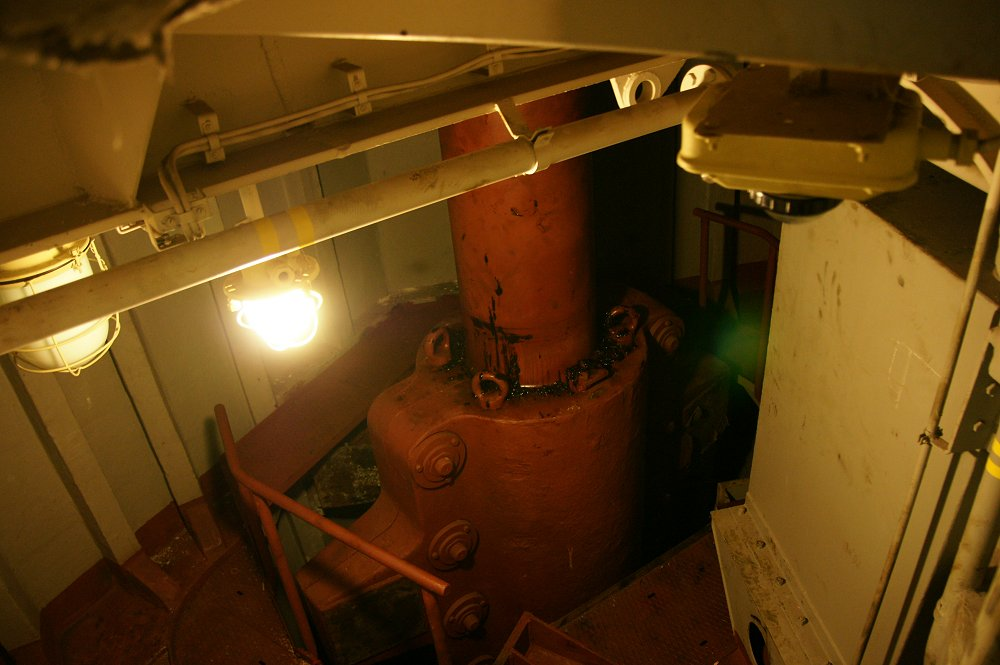
Баллер руля